# Olor a anciano
El olor a anciano es el olor característico de los humanos mayores. Al igual que muchas especies animales, el olor humano pasa por distintas etapas basadas en cambios químicos iniciados a través del proceso de envejecimiento. La investigación sugiere que esto permite a los humanos determinar la idoneidad de las parejas potenciales en función de la edad, además de otros factores.

## Química
Un estudio sugirió que el olor a anciano puede ser el resultado del 2-nonenal, un aldehído insaturado que se asocia con las alteraciones del olor corporal humano durante el envejecimiento; sin embargo, hay otras hipótesis. Otro estudio falló en detectar 2-nonenal en absoluto, pero encontró concentraciones significativamente mayores de benzotiazol, dimetilsulfona y nonanal en sujetos mayores.
En 2012, el Monell Chemical Senses Center publicó un comunicado de prensa en el que afirmaba que la capacidad humana para identificar información como la edad, la enfermedad y la idoneidad genética a partir del olor es responsable del distintivo "olor a anciano". El neurocientífico sensorial Johan Lundström afirmó: "Las personas mayores tienen un olor perceptible en las axilas que las personas más jóvenes consideran bastante neutral y no muy desagradable".

## Significado cultural
En Japón, el olor a anciano se conoce como (加齢臭 kareishū?), donde se otorga mucho valor social al aseo personal, y los jabones exclusivos específicos para eliminar olores están dirigidos a consumidores de mayor edad.